# Myiosturmiopsis abdominalis
Myiosturmiopsis abdominalis là một loài ruồi trong họ Tachinidae.